# Ossetië

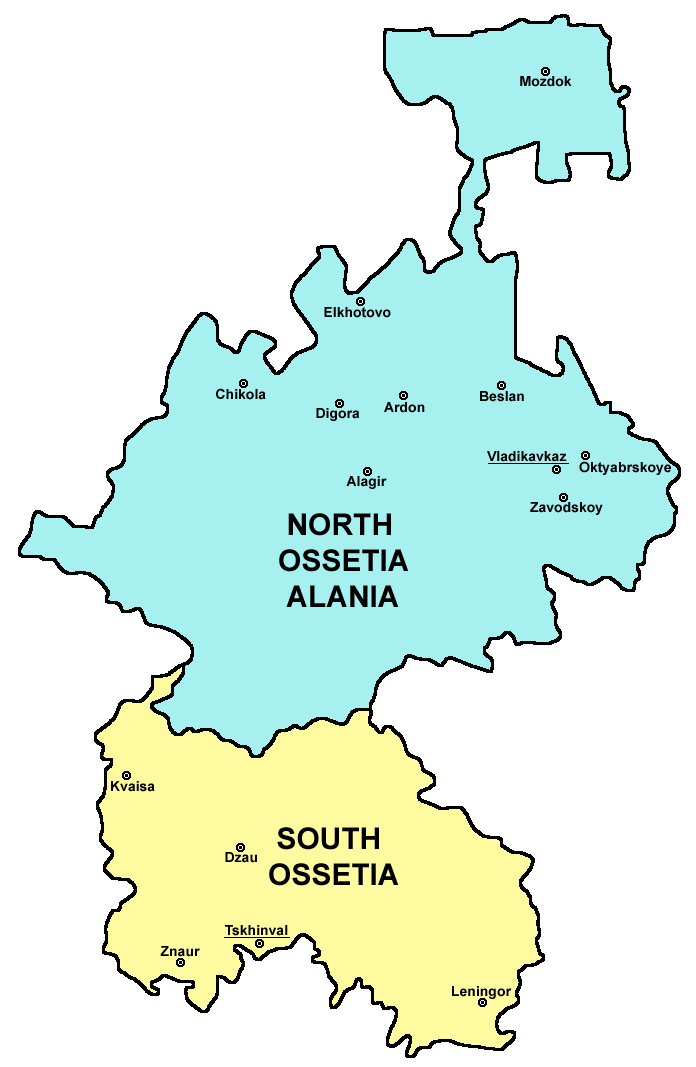
Noord- en Zuid-Ossetië

Ossetië (Ossetisch: Ирыстон, Irijston, Russisch: Осетия, Osetija, Georgisch: ოსეთი, Oset'i) is een etnolinguïstisch gebied aan beide kanten van het centrale deel van de Grote Kaukasus. 
Het gebied dankt haar naam aan de Osseten, een Iraans volk dat het Ossetisch spreekt, een Noordoost-Iraanse taal. Het kleinere Ossetischtalig gebied ten zuiden van de Grote Kaukasus ligt de jure binnen de internationaal erkende grenzen van Georgië, maar is voor een groot deel onder controle van het de facto afgescheiden en door Rusland gecontroleerde Zuid-Ossetië. Het grotere gebied ten noorden daarvan ligt in de autonome republiek Noord-Ossetië-Alanië binnen de Russische Federatie.